# 深澳發電廠禮樂分廠
深澳發電廠禮樂分廠為一座取消興建的火力發電廠，位於臺灣新北市瑞芳區禮樂煉銅廠舊址，該發電廠計畫由台灣電力公司於1995年提出，後因民眾抗爭與台電公司重新調整電力開發方案後，認為已無開發之必要而自行撤案。

## 沿革

### 背景
禮樂煉銅廠為原台金礦業公司所屬之煉製廠，因1973年後，金瓜石地區之黃金、銅等礦物日趨枯竭，故台金公司開始轉型為礦物煉製業務，1981年向銀行貸款於水湳洞地區籌建禮樂煉銅廠，卻在營運不久後遭逢國際銅價崩盤，台金公司面臨鉅額虧損，決議將禮樂煉銅廠移撥給台灣電力公司成立的銅業處代營運，1990年禮樂煉銅廠發生嚴重的硫酸外洩事件，台電決定中止禮樂煉銅廠營運，而台金公司本身也因龐大債務破產歇業。
禮樂煉銅廠移撥台電後成為台灣電力公司銅業處禮樂煉銅廠，在發生汙染事件歇業後，該處裁撤，由鄰近的深澳發電廠代為管理維護，並開始處分禮樂煉銅廠內的設備，除部分由台電留用外，堪用的設備以新臺幣四千萬元的價格售予敏誠公司，不堪使用者就地報廢。廠房則拆除整治。

### 計畫
禮樂煉銅廠經台電完成相關整治後，為有效利用該廠碩大的空地，因此台電於1995年展開煉銅廠轉型為發電廠的可行性評估並且鑒於禮樂煉銅廠曾發生過汙染事件，因此轉型目標為無污染性的發電廠，第一期可行性評估期末報告於1996年5月完成。1998年世界環保日時任經濟部長王志剛參與深澳發電廠認養海灘淨灘活動時，便在台電人員陪同下到禮樂煉銅廠參訪，當下即要求台電提出將煉銅廠改建為發電廠的計畫。同年10月時任總統李登輝也到禮樂煉銅廠視察，並贊成台電將煉銅廠改建為尖峰火力發電廠的構想。
依據台電公司長期電源開發方案中評估，臺灣北部地區原本就屬於電力不足區域，而1997年預估將缺少383MW以上，2001年預估更會缺少到434MW以上，因此台電除了開始推動大潭發電廠計畫外，也加速開放民營IPP發電廠的籌設計畫。1999年2月由於民營IPP電廠的籌設進度落後，台電預估2001年完成的民營發電廠可商轉裝置容量僅有當初預估的三成九，台電公司逐展開禮樂煉銅廠改建火力發電廠計畫。
1999年2月4日行政院經濟建設委員會通過台電提出的「禮樂電廠緊急氣渦輪發電計畫」，計畫在禮樂煉銅廠裝設二到四部燃燒輕柴油的氣渦輪發電機組，總投資金額新臺幣85億元，工程最快在2000年1月動工，四部發電機的商轉期程設定在2000年6月開始一個月完成一部機組商轉。1999年7月台電完成「禮樂電廠緊急氣渦輪發電計畫」的環境影響評估報告書，送交環保署審查。禮樂電廠完工後預計由深澳發電廠成立禮樂分廠管理及營運。而禮樂分廠因燃燒陳本較高的輕柴油，每度電成本高達五元，因此禮樂分廠定位為北部地區的尖峰發電廠。
除此之外台電也因應禮樂煉銅廠所在地的金瓜石、九份地區有意納入東北角國家風景區，因此除了電廠本身外，同時將剩餘廠區規畫有風力發電、太陽能發電、電力應用展覽館，及煉銅文物展覽館等，計畫朝「公園中的電廠」概念開發。

### 抗爭
當台電提出禮樂煉銅廠改建為發電廠的消息後，引起瑞芳地區居民的強烈抗爭，由於禮樂煉銅廠曾發生過汙染事件，加上當前該廠址仍存在有汙染物質，因此時任瑞芳鎮鎮長廖秀雄，及代表會主席林萬根等人認為台電應該將煉銅廠配合東北角國家風景區，改建為電廠博物館、大型育樂設施等，以配合當地觀光事業發展，若台電要興建發電廠，除非先將廠內汙染物質徹底清除，否則堅決反對。東北角國家風景區管理處方面也表示，其轄區內已有貢寮的第四核能發電廠正在興建中，實在沒有必要再設一座發電廠，況且禮樂煉銅廠附近沒有大型溪流，發電來源只有火力，建為觀光發電廠，成本過高並不適合。對此台電表示已針對當地做過民意調查，初步計算當地有七成民眾支持電廠建設，而瑞芳鎮長則回擊表示，由瑞芳清潔隊協助製作的民調有九成民眾反對僅有一成支持，與台電所做的結果大相逕庭。
1999年的729大停電事件及921集集大地震，使得臺灣電網系統崩潰，也凸顯北部電力極度不足的狀況，促使政府以緊急命令推動南北第三路345KV超高壓輸電線加速完成，台電以此同步提出將禮樂電廠計畫以緊急命令加速完成，並優先完成3部氣渦輪發電機裝設，總裝置容量為400MW，最快在2000年中旬就能商轉發電。
1999年10月21日環保署召開環評大會審議禮樂電廠一案，聞訊的瑞芳居民集結於大會場外抗議反對建廠，有鑑於此會後決議該案先保留，並要求台電先與居民溝通，解除對電廠建設的疑慮後再審此案，12月18日環保署環評大會通過台電「禮樂電廠氣渦輪發電計畫」環評報告。
2000年1月臺北縣政府也表達反對禮樂電廠一案，並引述台電的環評報告書表示，禮樂煉銅廠所在為三面環山一面環海的環境，空氣不易對流，如建廠，煙囪須拉高到45公尺以上，除了影響景觀，空氣品質勢必不佳，加上鄰近金瓜石、太子賓館、金銅博物館等重要景點，附近已有深澳發電廠，如再增加一座發電廠，對觀光發展極度阻礙。

### 取消
面臨排山倒海的反對聲浪與抗爭，最終台電決議自行撤案，取消「禮樂電廠氣渦輪發電計畫」。2021年3月16日因禮樂電廠已在2001年9月5日奉行政院核准停辦，加上台電本身評估無推動之必要性，故行政院環保署公告廢止「禮樂電廠氣渦輪發電計畫」的環境影響評估說明書審查結論。

## 設施

### 發電機組
| 氣渦輪發電機類型 | 熱回收爐類型 | 汽輪發電機類型 | 機組數量 （汽渦輪機+汽輪機） | 發電燃料 | 裝置容量（MW） | 商轉日期          | 狀態   |
| ---------------- | ------------ | -------------- | ---------------------------- | -------- | -------------- | ----------------- | ------ |
| 1號機            | 無           | 無             | 1部汽渦輪機                  | 輕柴油   | 112.5MW        | 2000年6月（原定） | 已取消 |
| 2號機            | 無           | 無             | 1部汽渦輪機                  | 輕柴油   | 112.5MW        | 2000年7月（原定） | 已取消 |
| 3號機            | 無           | 無             | 1部汽渦輪機                  | 輕柴油   | 112.5MW        | 2000年8月（原定） | 已取消 |
| 4號機            | 無           | 無             | 1部汽渦輪機                  | 輕柴油   | 112.5MW        | 2000年9月（原定） | 已取消 |

### 輸電設施
禮樂分廠所生產之電力，開關場的主變壓器、GIS氣體絕緣開關，送上161kV兩回線輸電線路，經由廠區南側通過金瓜石、本山、大樹坑、小粗坑、田寮等地，引入深澳發電廠開關場中，供電力系統調度使用，輸電線路總長約10公里。

### 輸油設施
四部氣渦輪發電機所需的輕柴油，由臺灣中油公司所屬的深澳港供油中心鋪設12吋輸油管，從供油中心出發沿臺2線北部濱海公路與海岸土地鋪設約7公里，進入禮樂廠區的三萬公秉儲油槽、日用油槽等。